# Clonie Gowen
Cycalona „Clonie“ Gowen (* 6. November 1971 in Oklahoma) ist eine ehemalige professionelle US-amerikanische Pokerspielerin.

## Persönliches
Gowen erhielt ihren Namen von einem starken Sturm während ihrer Geburt. Sie wuchs in Kiowa in Oklahoma auf und wurde mit 15 Jahren zur Miss Teen Oklahoma gewählt. Kurz darauf zog sie nach Corsicana im US-Bundesstaat Texas. Bevor sie sich dem Pokerspiel widmete, spielte sie Basketball. Gowen hat zwei Kinder und verbringt ihre Freizeit mit Gerätetauchen.

## Poker
Gowen lernte Poker vom Vater ihres damaligen Freundes und spielte an Wochenenden in Shreveport im Bundesstaat Louisiana. Öffentliche Anerkennung erlangte sie durch ihren Sieg bei der Ladies’ Night der World Poker Tour in Costa Rica. Neben der aktiven Teilnahme an Turnieren war Gowen durch Arbeit als Kolumnistin und Kommentatorin bei verschiedenen Pokershows in den Vereinigten Staaten präsent.
Gowen war bis Ende 2008 Mitglied des Team Full Tilt der Onlinepokerseite Full Tilt Poker. Ihren letzten Live-Turniererfolg hatte sie im Januar 2009. Insgesamt hat sie sich mit Poker bei Live-Turnieren mehr als 1,5 Millionen US-Dollar erspielt.